# ريشة (آلات هوائية)
الريشة أو اللِّسَان (بالإنجليزية: reed)‏ هي شريط رفيع من مادة معينة يهتز لينتج صوتا على آلة موسيقية. تصنع معظم ريشات آلات النفخ الخشبية من القصب أو من مادة اصطناعية. تصنع الريشات المضبوطة (كما في الهارمونيكا والأكورديون) من المعدن أو من مادة اصطناعية. تصنف الآلات الموسيقية حسب نوع وعدد الريشات فيها.
استخدمت في أقدم الأنواع من الآلات ذات الريشة الواحدة ريشات منفردة الحنجرة (بالإنجليزية: idioglottal reeds)‏، الريشة المهتزة فيها هي شكل لسان مقصوص من أنبوب قصب. بعد ذلك بمدة بدأت تستخدم في الآلات ذات الريشة الواحدة ريشات متعددة الحنجرة (بالإنجليزية: heteroglottal reeds)‏، تكون الريشة فيها منفصلة عن أنبوب القصب ومرتبطة بجزء نفخ. وفي المقابل، بالنسبة للآلات مزدوجة الريشة (مثل الأوبوا والزمخر) لا يوجد جزء نفخ؛ بحيث تهتز قطعتا الريشة على بعضهما.